# باتريك باري
باتريك باري (بالإنجليزية: Patrick Barry)‏ هو كاهن كاثوليكي أمريكي، ولد في 15 نوفمبر 1868، وتوفي في 13 أغسطس 1940.